# Plussa (stacja kolejowa)
Plussa (ros. Плюсса) – stacja kolejowa w miejscowości Plussa, w rejonie plusskim, w obwodzie pskowskim, w Rosji. Położona jest na linii dawnej Kolei Warszawsko-Petersburskiej.

## Historia
Stacja powstała w 1862 pomiędzy stacjami Biełaja i Sieriebrianka.

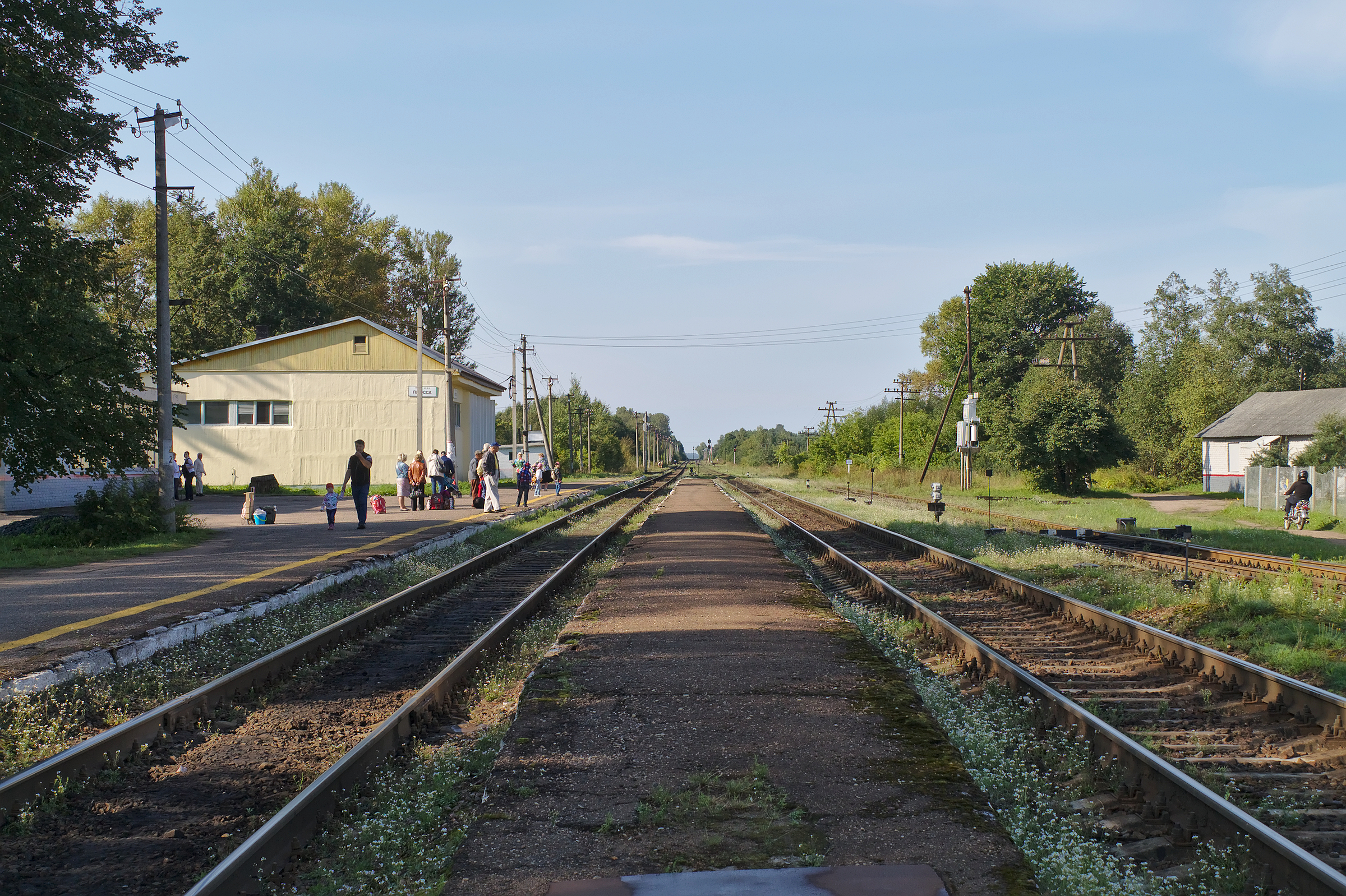
perony
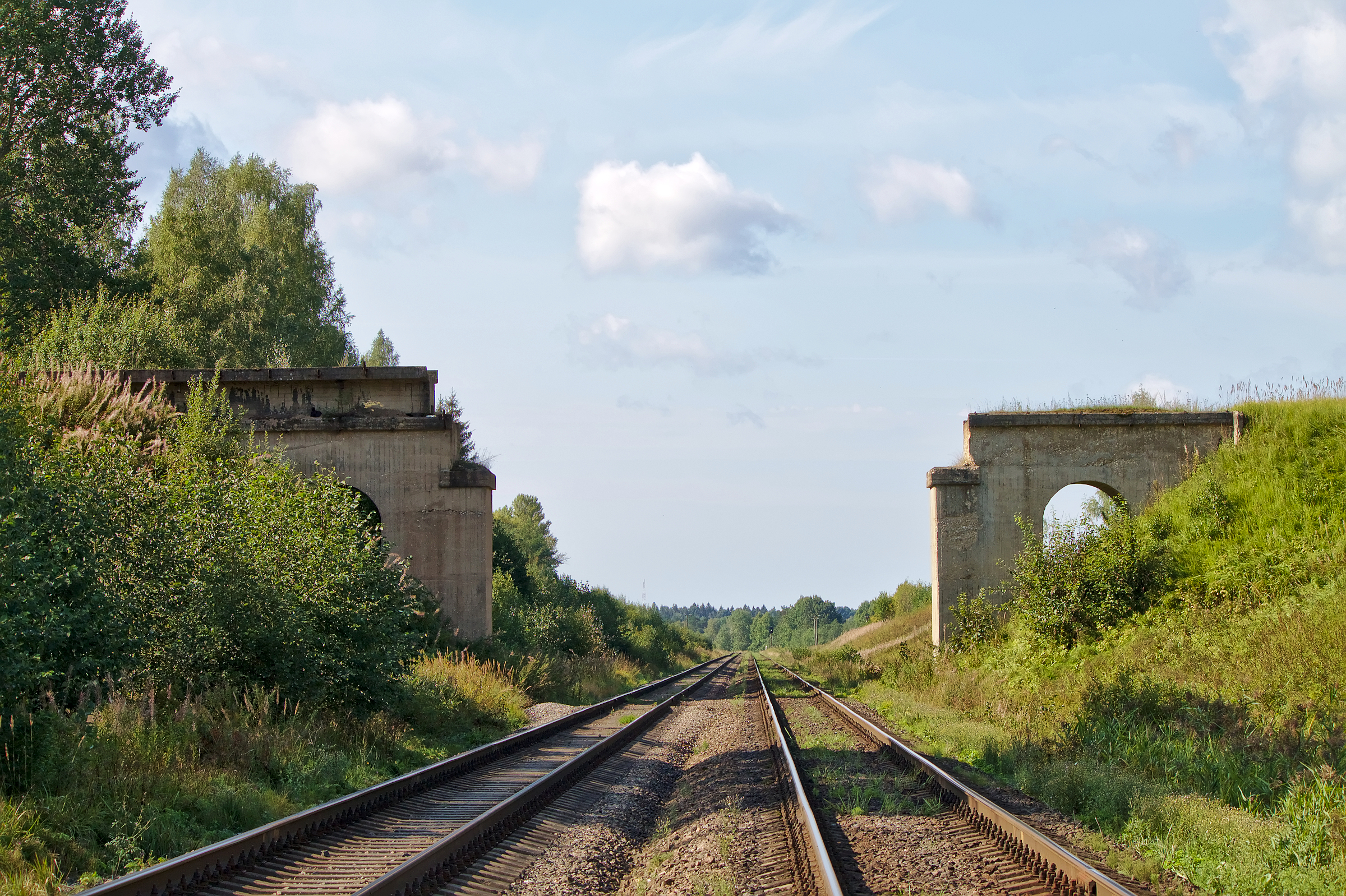
wyjazd w stronę Pskowa